# Vicente T. Mendoza
Vicente Teódulo Mendoza Gutiérrez (* 27. Januar 1894 in Cholula de Rivadavia; † 27. Oktober 1964 in Mexiko-Stadt) war ein mexikanischer Musikwissenschaftler.
Mendoza kam 1907 nach Mexiko-Stadt, wo er von 1913 bis 1925 Musiktheorie studierte. Anknüpfend an die Arbeiten von Nicolás León und Manuel María Ponce widmete er sich der Erforschung der mexikanischen Folklore. 1929 wurde er Professor für Musiktheorie am Nationalkonservatorium von Mexiko, später wurde er außerdem zum Musikinspektor für die Elementarschulen ernannt. 1938 gründete er die Sociedad Folklórica de México, deren erster Präsident er wurde.
Mit seiner Frau Virginia Rodríguez Rivera gründete er die erste Schule Mexikos für Folklorestudien. Von 1936 bis zu seinem Tode wirkte er am Institut für Ästhetikforschung der Universidad Nacional Autónoma de México.

## Schriften
- El Romance español y el corrido mexicano, 1939
- Canciones mexicanas, 1948
- El corrido mexicano, 1954
- Glosas y décimas de México, 1957
- La canción mexicana : ensayo de clasificación y antología (2. Auflage 1982)
- Lírica infantil de México, 1951